# 贾东军
贾东军（1956年1月—），河北易县人。1979年4月加入中国共产党。广东省政法管理干部学院专修科公安专业毕业，中国地质大学成人高等教育法学专业大学学历。历任海口市公安局科长、副局长，三亚市公安局局长、市委常委、市委政法委书记，海南省公安厅副厅长、厅纪委书记、督察长等职。2006年5月任海南省公安厅厅长，2007年7月任省长助理，2012年2月当选海南省人大常委会副主任。2012年5月辞去省公安厅厅长职务。